# AirQ+
 (janvier 2025).
AirQ+ est un logiciel gratuit pour les systèmes fonctionnant sous Windows et Linux, développé par le Bureau régional pour l'Europe de l'Organisation mondiale de la santé (OMS). Le programme calcule les impacts de plusieurs effets sur la santé associés à l'exposition aux polluants atmosphériques les plus étudiés pour une population donnée. AirQ+ a été utilisé dans le cadre de la campagne BreatheLife et dans de nombreuses études visant à mesurer l'exposition à long terme aux particules fines PM2,5 présentes dans l'air ambiant,,,. La première version du programme, AirQ, a été distribuée dans un tableur Microsoft Excel en 1999, suivie d'une autre version d'AirQ pour Windows en 2000, 2004 et 2005. AirQ+ 1.0 est sorti en mai 2016. Une différence substantielle entre AirQ et AirQ+ est qu'AirQ+ contient une nouvelle interface utilisateur graphique avec plusieurs textes d'aide et diverses fonctionnalités pour saisir et analyser les données et illustrer les résultats. La version 1.2 d'AirQ+ a été publiée en mai 2017, suivi de la version 1.3 en octobre 2018. La version 2.0 a été publiée en novembre 2019, la version 2.1 en mai 2021 et la version 2.2 en mars 2023. AirQ+ est disponible dans les langues officielles de la Région européenne de l'OMS : anglais, français, allemand et russe. Une version polonaise d'AirQ+ est également disponible depuis 2023 et les versions espagnole, arabe et parsi sont prévues pour 2025.

## Objectif
AirQ+ est un outil destiné à déterminer le fardeau et les impacts de la pollution atmosphérique sur la santé dans une zone donnée. Le logiciel accomplit cette fonction en proposant une analyse de données, des outils graphiques, des tableaux et des informations quantitatives pour les principaux polluants tels que les particules (PM), le dioxyde d’azote (NO2 ) et l’ozone troposphérique (O3 ). AirQ+ a également la capacité d'effectuer des calculs pour le carbone suie (ou black carbon) et fournit des estimations indicatives de l'impact de la pollution de l'air domestique (intérieur) sur la santé. AirQ+ peut être appliqué à l’exposition à court et à long terme à la pollution de l’air ambiant et à l’exposition à long terme à la pollution de l’air domestique causée par l’utilisation de combustibles solides.

## Données d’entrée
Pour la plupart des principaux polluants atmosphériques, l'utilisateur doit saisir les données suivantes :
- concentration des polluants atmosphériques ;
- fonction concentration-risque (risque relatif) pour le polluant étudié (source : études épidémiologiques ; des valeurs par défaut sont fournies) ;
- population à risque (distribution de la population) ;
- indicateur de santé (l'effet sur la santé en question, comme la mortalité) ;
- seuil de concentration à utiliser.

Pour la pollution domestique (pollution de l'air intérieur), l'utilisateur doit fournir les données suivantes :
- fonction concentration-risque (risque relatif (RR)) ;
- population à risque ;
- indicateur de santé ;
- pourcentage de combustibles solides utilisés.

Une connaissance minimale des concepts épidémiologiques, en particulier de la relation exposition-réponse, du risque relatif, du risque attribuable et du calcul des tables de mortalité, est nécessaire pour utiliser le logiciel. AirQ+ comprend des valeurs par défaut que les utilisateurs peuvent utiliser pour réaliser des évaluations d'impact sur la santé.

## Utilisateurs
Les utilisateurs sont des étudiants, des scientifiques, des experts en environnement, des décideurs, des urbanistes et des analystes politiques. Les utilisateurs avancés peuvent personnaliser les paramètres d'exécution pour répondre à leurs besoins.

## Logiciels apparentés
D'autres logiciels en ligne permettant de calculer l'impact de la pollution de l'air ont été développés par l'Agence de protection de l'environnement des États-Unis (BenMAP) et par Santé Canada (AQBAT),,.